# 昂特尔德索
昂特尔德索（法語：Entre-deux-Eaux，法語發音：[ɑ̃tʁ dø.z‿o] ⓘ，意为“两水之间”）是法国大東部大區孚日省的一个市镇，属于孚日圣迪耶区。

## 地理
昂特尔德索（48°13'53"N, 6°59'31"E）面积8.47 平方千米，位于法国大東部大區孚日省，该省份为法国东北部内陆省份，北起默兹省和默尔特-摩泽尔省，西接上马恩省，南至上索恩省和贝尔福地区省，东临上莱茵省和下莱茵省。
与昂特尔德索接壤的市镇（或旧市镇、城区）包括：勒莫梅克斯、芒德赖、圣莱奥纳尔、圣玛格丽特、默尔特河畔索尔西、宽什、拉克鲁瓦欧米讷。

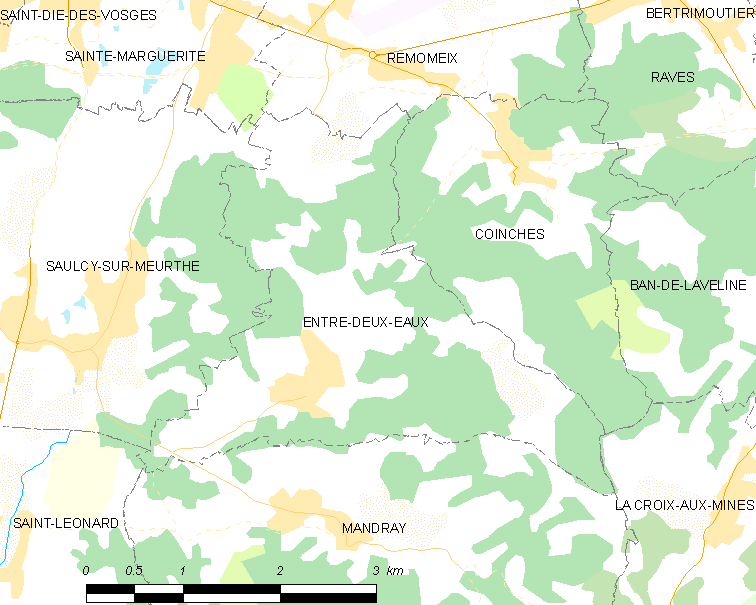
昂特尔德索的OSM定位图

昂特尔德索的时区为UTC+01:00、UTC+02:00（夏令时）。

## 行政
昂特尔德索的邮政编码为88650，INSEE市镇编码为88159。

## 政治
昂特尔德索所属的省级选区为孚日圣迪耶第二县。

## 人口

1962-2008年间昂特尔德索人口变化图示

昂特尔德索于2022年1月1日时的人口数量为509人。